# Lens ervoides
Lens ervoides là một loài thực vật có hoa trong họ Đậu. Loài này được (Brign.) Grande miêu tả khoa học đầu tiên.